# Cagnan della Roggia
Il Cagnan della Roggia o Siletto è un ramo del Botteniga, fiume di risorgiva della Pianura veneto-friulana.

## Descrizione
Nasce al ponte de Pria, in corrispondenza dell'ingresso in Treviso del Botteniga.
Dopo essere passato dietro i giardini delle case che si affacciano su via Filippini, la Roggia passa sotto al ponte di San Cristoforo, in Piazza Trentin (già dei Frutti), e costeggia la strada che prende il nome dal corso d'acqua.
Le case affrescate di via Roggia risalgono al XIII secolo, quando il centro fu ampliato verso nord-ovest, fino al corso del canale Cantarane; sulla riva opposta, tracciato delle mura urbane della città romana, sorgono invece i neoclassici Palazzo Caotorta e Palazzo Bomben.
Giunto al ponte di San Chiliano, in via Antonio Canova, scompare sotto le costruzioni dell'ex monastero di Santa Maria Nova per riaffiorare sul retro dell'ex Tribunale austriaco. 
Qui riceve le acque del fontanile ancora attivo nel cortile delle ex-carceri annesse al vecchio palazzo di giustizia. 
Il canale prosegue oltre il Ponte dell'Oliva in direzione dell'ex monastero delle Cappuccine dove cambia improvvisamente direzione.
Le acque passano quindi sotto il ponte dei Mussolini (i moscerini, "mussatèi" in dialetto), nel punto in cui via Risorgimento, già Contrada della Morte, entra in piazza del Duomo. 
Il canale, che da qui prende di solito il nome di Siletto, costeggia dunque il retro dei palazzi di via Manin, passa sotto il ponte dell'attuale Corso del Popolo (già Corso Vittorio Emanuele II) e sotto la sede della Banca Nazionale del Lavoro. 
Passa quindi accanto a via Zorzetto, sotto il portico delle Scorzerie (toponimo che indica il luogo dove si trovavano i laboratori degli "scorzèri", gli addetti alla concia della pelle, "scorza" in dialetto) e l'omonimo ponte.
Dopo questo breve percorso (1,117 km), la Roggia, come gli altri cagnani (canali) che bagnano la città, sfocia alla sinistra idrografica del fiume Sile, in corrispondenza della passerella pedonale Onigo, poco prima dei giardinetti di Sant'Andrea.

## Galleria d'immagini

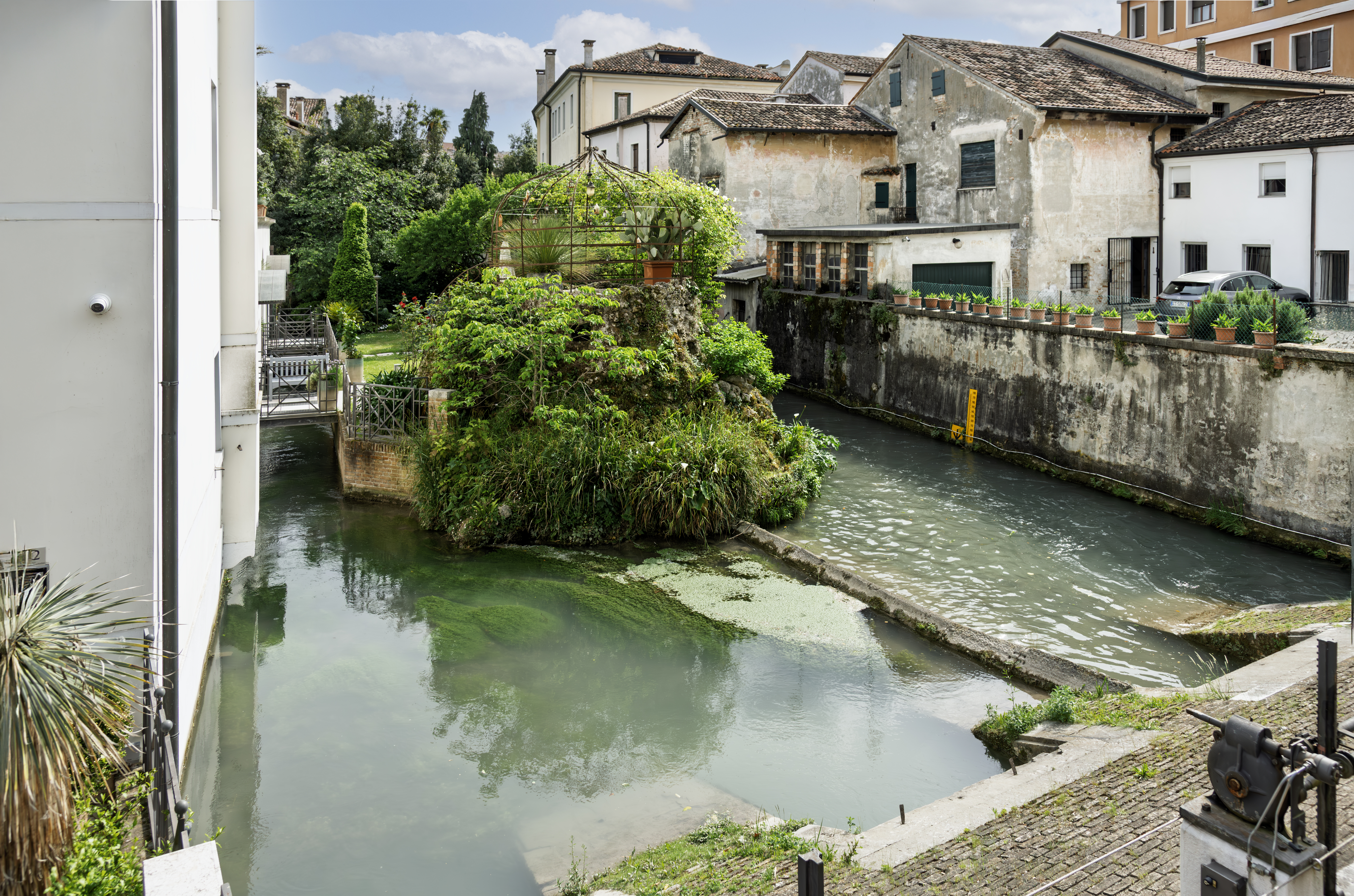
Roggia (Siletto) - Vista del ponte Fra Giocondo
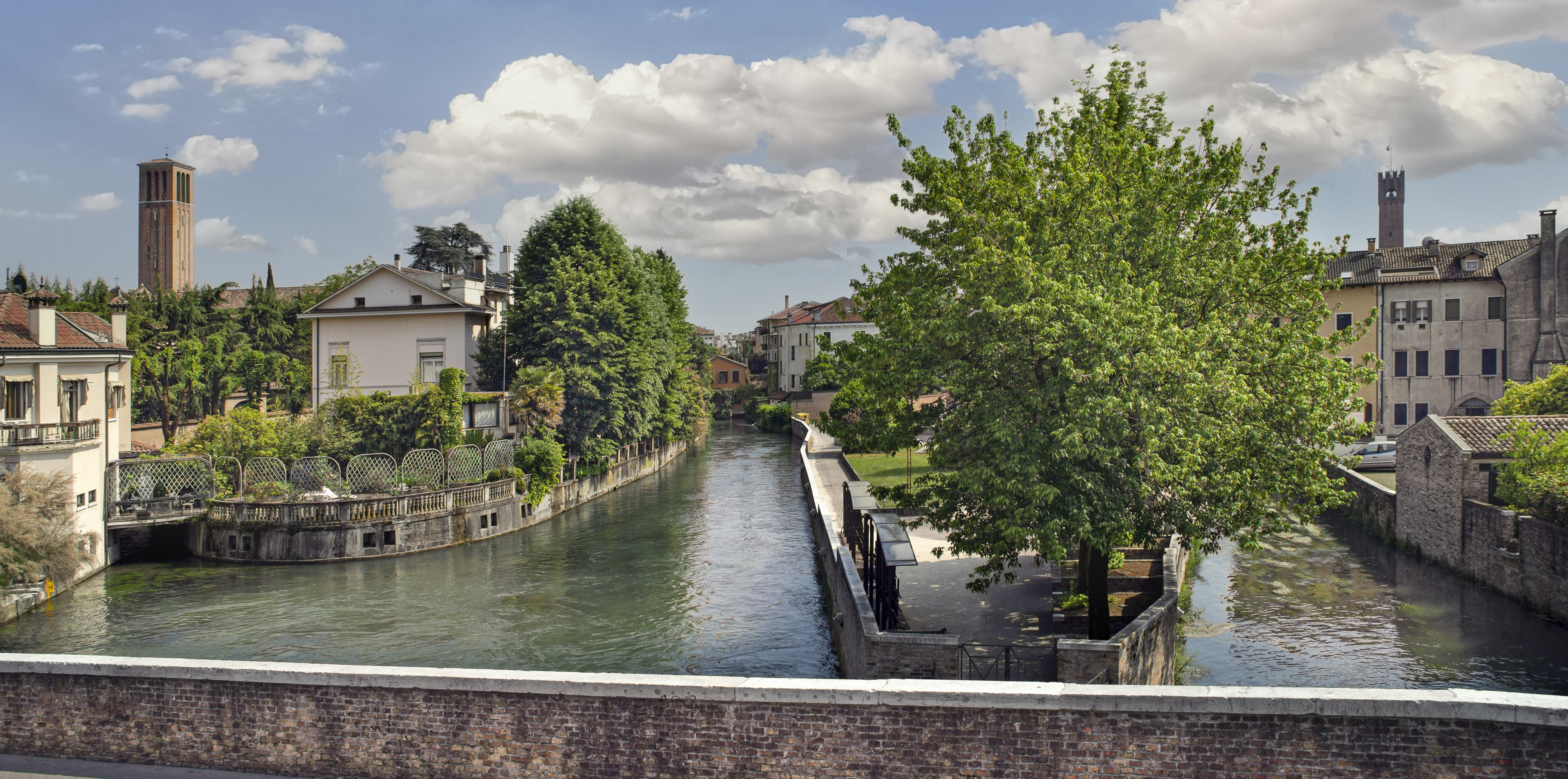
Cagnan e Buranelli viste dal Ponte Pria
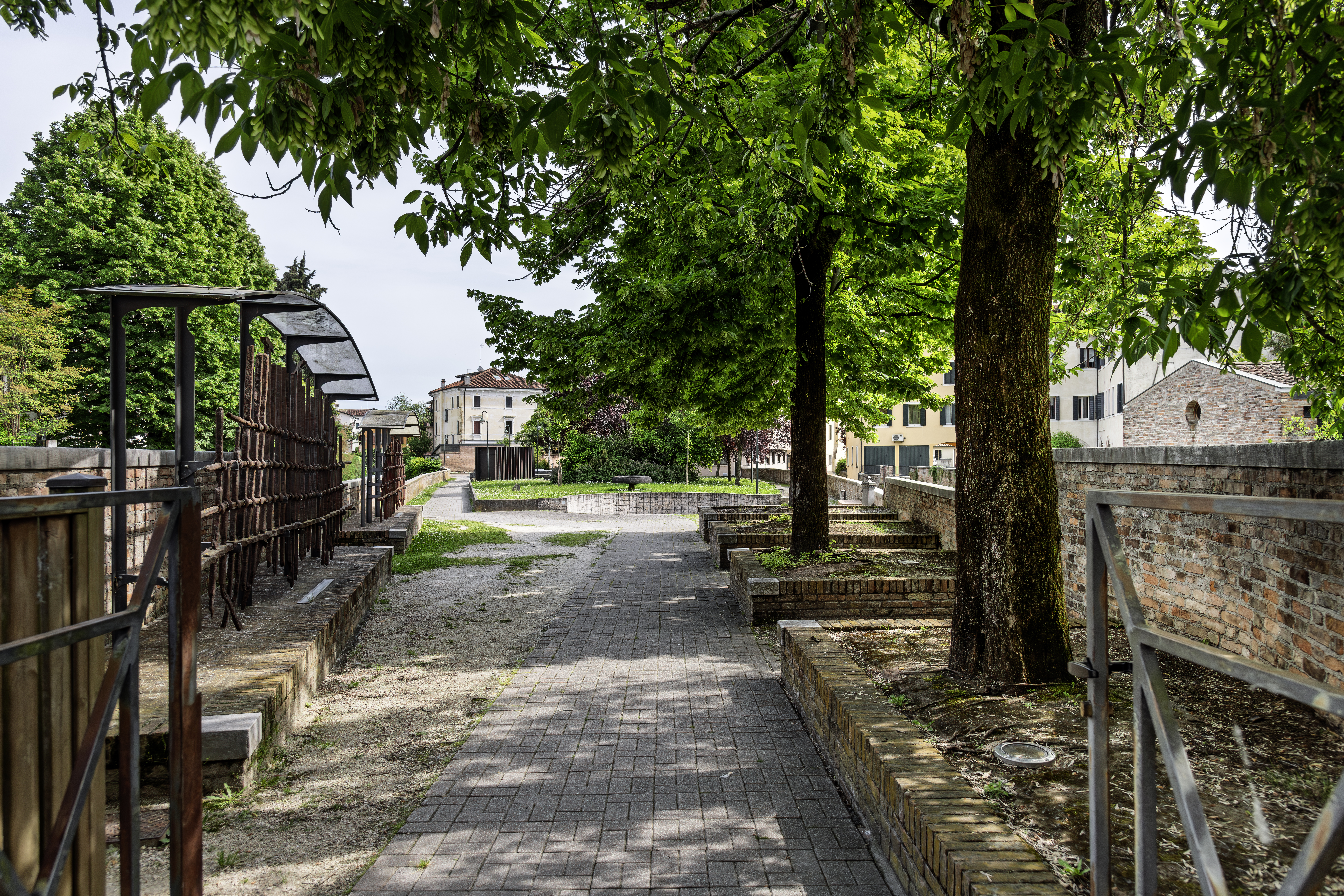
Giardoni Diritti dei Bambini
Le chiuse cinquecentesche sotto il ponte di Pria
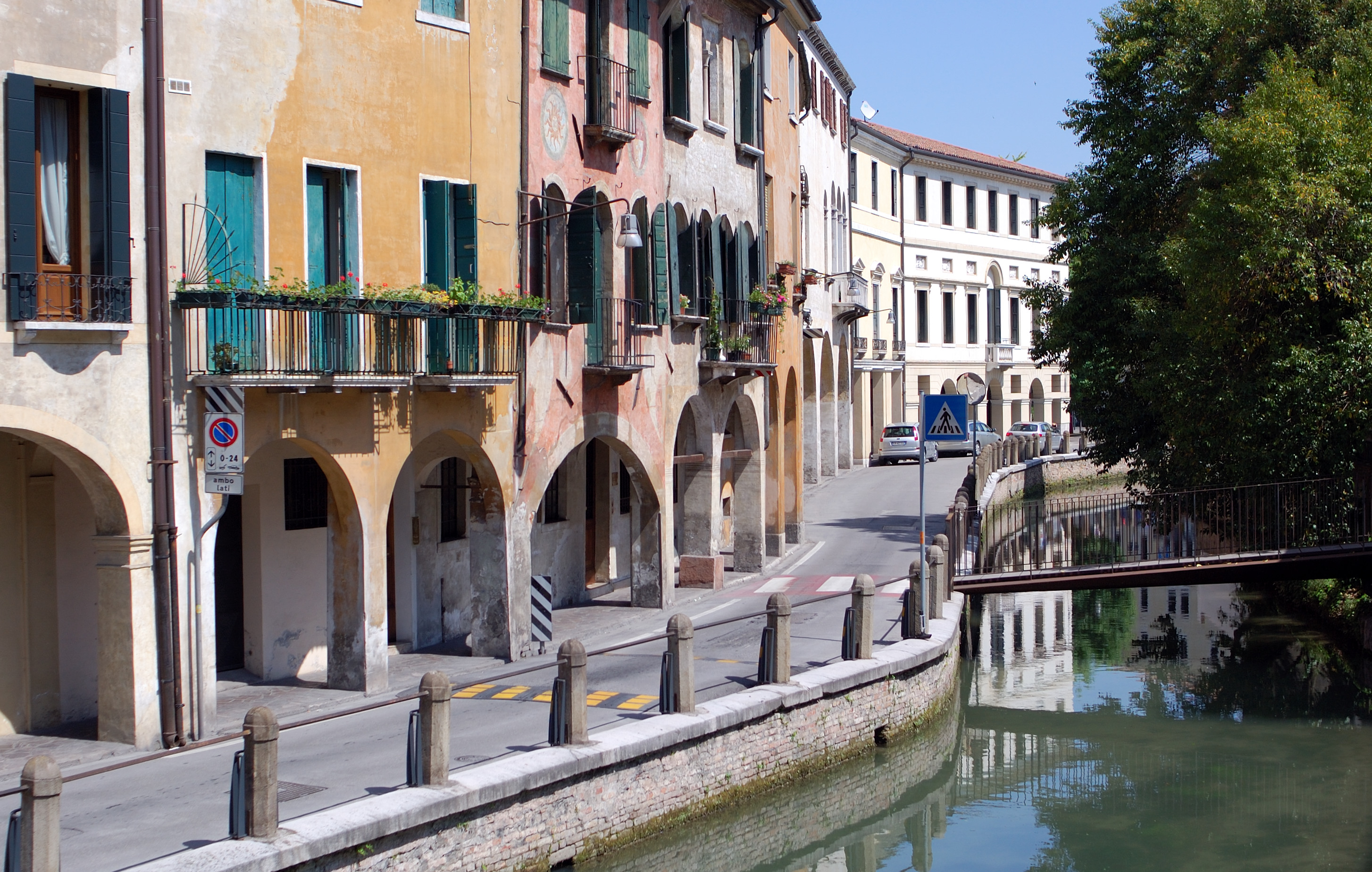
Il Cagnan in via Roggia, all'altezza della passerella di Palazzo Caotorta
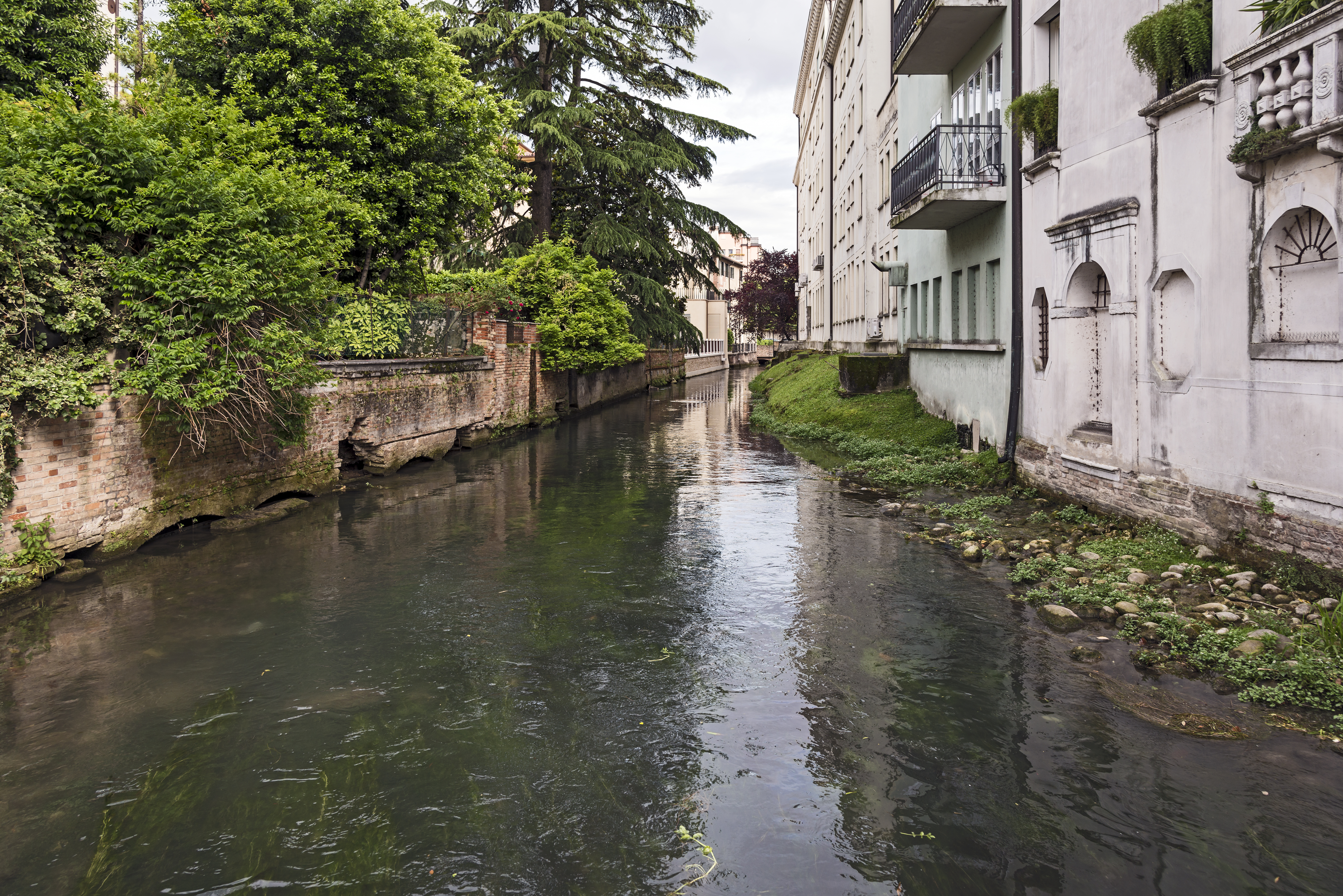
Vista del  ponte dei Mussolini
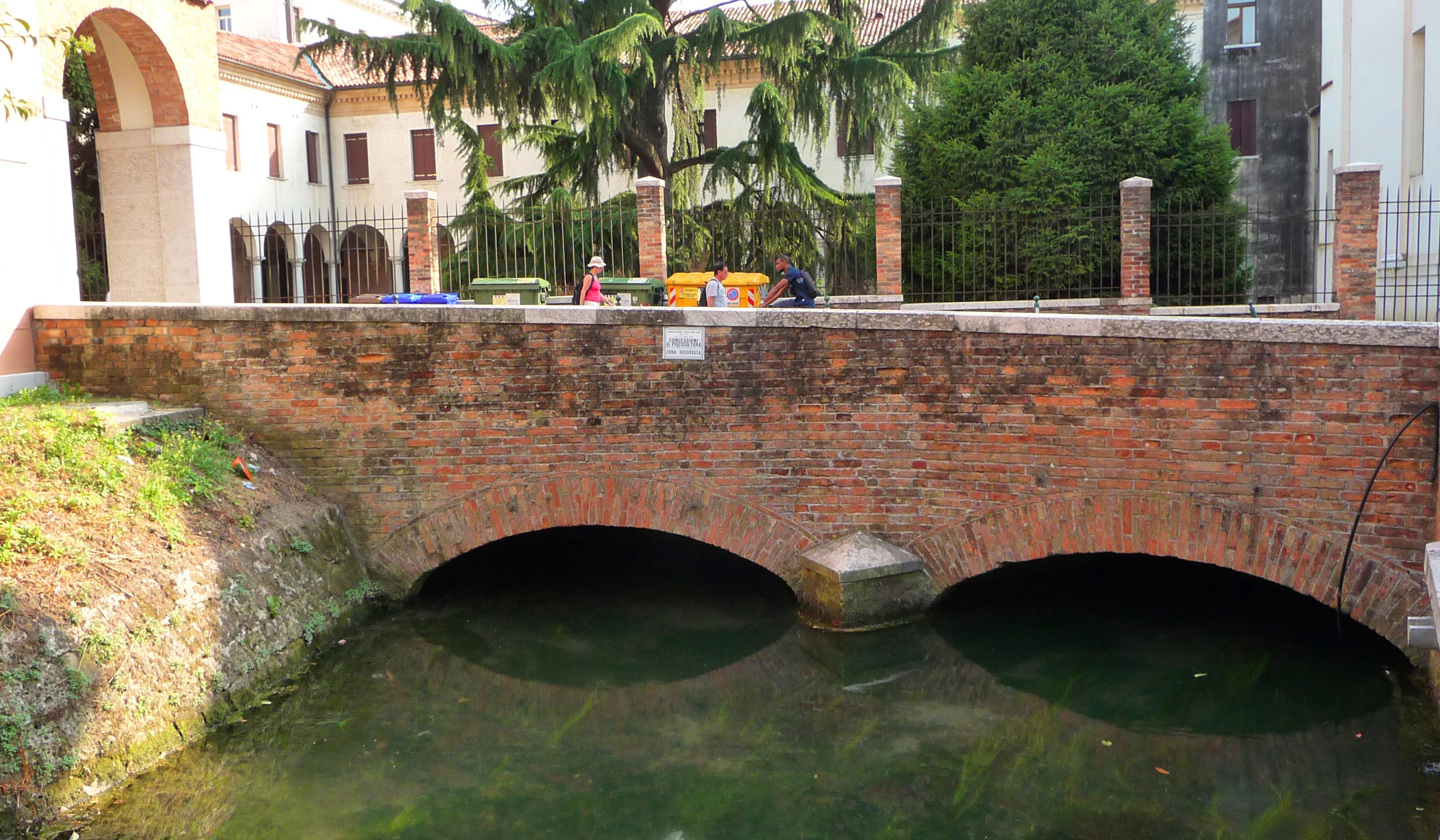
Ponte di San Chiliano
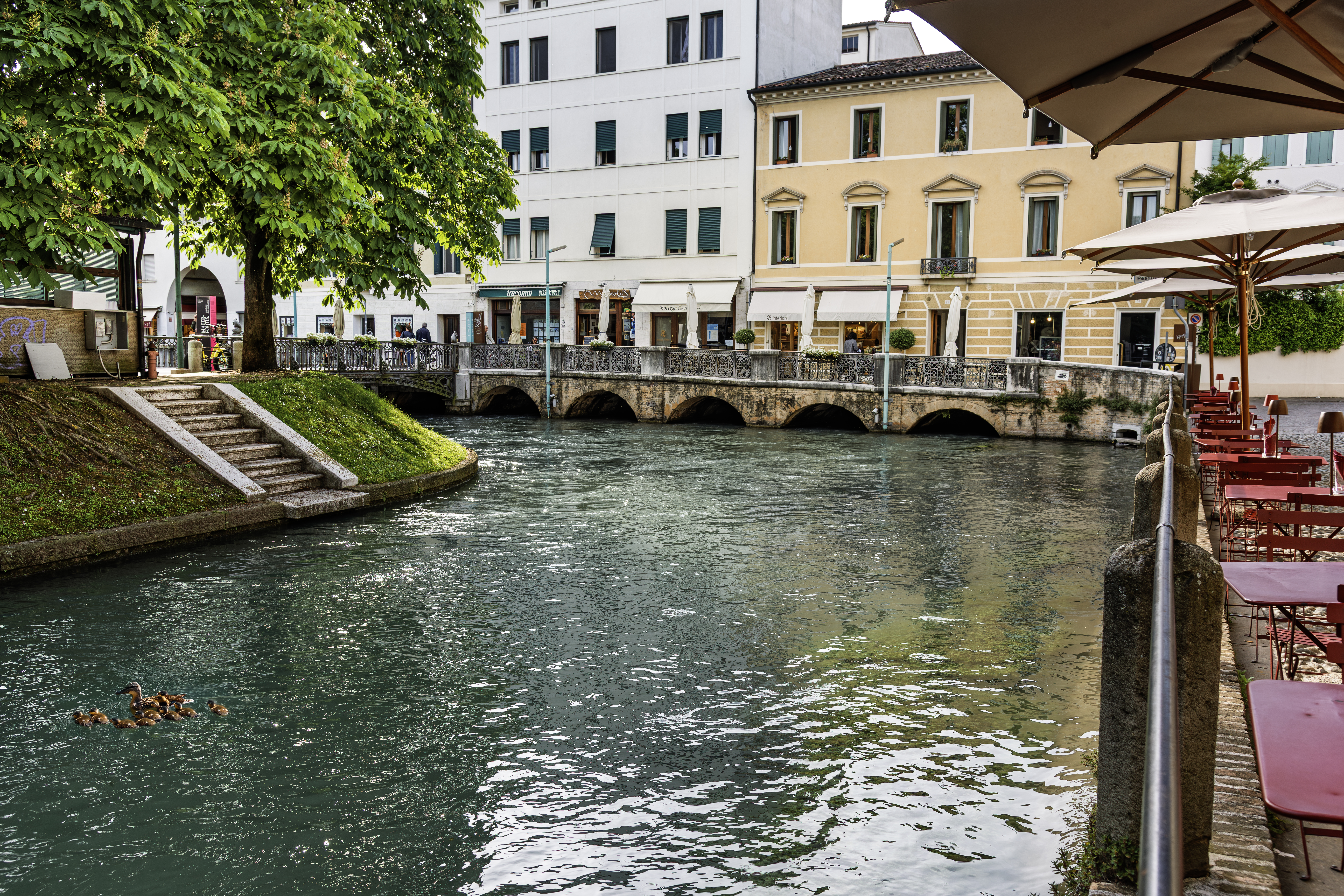
Il ponte S. Parisio visto della Via S. Parisio